# Apobletodes kinduensis
Apobletodes kinduensis är en skalbaggsart som först beskrevs av Desbordes 1917.  Apobletodes kinduensis ingår i släktet Apobletodes och familjen stumpbaggar. Inga underarter finns listade i Catalogue of Life.